# Jaime Rosales
Jaime Rosales Fontcuberta (Barcelona, 1970) es un director de cine español.

## Trayectoria
Licenciado en Ciencias Empresariales por ESADE, realizó varios trabajos en cine y televisión antes de obtener una beca en 1996 para estudiar cine durante tres años en Cuba, en la Escuela Internacional de Cine y Televisión (EICTV) de San Antonio de los Baños de La Habana. Obtuvo otra beca en 1999 para estudiar en la Australian Film Television and Radio School (AFTRS) de Sídney (Australia).
Autor de varios cortos de éxito. Su primer largometraje, Las horas del día, obtuvo el Premio de la Crítica Internacional en la Quincena de Realizadores en el Festival de Cannes de 2003. En 2007 estrenó su segundo largometraje, La soledad, con el apoyo de la Cinéfondation del Festival de Cannes y del CineMart del Festival Internacional de Cine de Róterdam.
El cine de Rosales, muy influido por cineastas como Robert Bresson o Yasujirō Ozu, intenta mostrar fragmentos de la vida cotidiana de forma ascética y mediante planos fijos.
Obtuvo el Premio Goya al mejor director por La soledad, película premiada también como la mejor película en la XXII edición de los Premios Goya. En ella aporta una nueva forma narrativa y visual, la polivisión, por la cual se puede contemplar la acción de varios personajes de manera simultánea.
En el Festival de Cine de San Sebastián 2008 se presentó su película Tiro en la cabeza, con críticas dispares. Con ella, ganó el Premio FIPRESCI a mejor película, otorgado por la crítica.
En el año 2012, su película Sueño y silencio se presentó en la Quincena de Realizadores del Festival de Cannes. En 2014 estrena Hermosa juventud.
En 2018 su película Petra se presentó en la Quincena de Realizadores del Festival de Cannes.
En 2022, estrenó su película Girasoles silvestres en la sección oficial del Festival de Cine de San Sebastián.
Está casado con Leonor March Juan, miembro de la influyente familia propietaria de la Banca March.

## Filmografía
Director, guionista y productor
| Año  | Película             |
| ---- | -------------------- |
| 2003 | Las horas del día    |
| 2007 | La soledad           |
| 2008 | Tiro en la cabeza    |
| 2012 | Sueño y silencio     |
| 2014 | Hermosa juventud     |
| 2018 | Petra                |
| 2022 | Girasoles silvestres |
| 2025 | Morlaix              |
|      |                      |

Productor
| Año  | Película                        | Director                |
| ---- | ------------------------------- | ----------------------- |
| 2003 | Un instante en la vida ajena    | José Luis López-Linares |
| 2006 | La línea recta entre dos puntos | José María de Orbe      |
| 2009 | El árbol                        | Carlos Serrano Azcona   |

Director de cortometrajes
| Año  | Cortometraje                    |
| ---- | ------------------------------- |
| 1997 | Virginia no dice mentiras       |
| 1998 | Yo tuve un cerdo llamado Rubiel |
| 1998 | Episodio                        |
| 1999 | The Fish Bowl                   |
| 2009 | T4 Barajas - Puerta J50         |

## Premios y distinciones
Medallas del Círculo de Escritores Cinematográficos
| Año  | Categoría            | Película   | Resultado |
| ---- | -------------------- | ---------- | --------- |
| 2007 | Mejor director       | La soledad | Ganador   |
| 2007 | Mejor guion original | La soledad | Nominado  |

Festival Internacional de Cine de Cannes
| Año  | Categoría                                      | Película         | Resultado |
| ---- | ---------------------------------------------- | ---------------- | --------- |
| 2003 | Premio de la crítica                           | La soledad       | Ganador   |
| 2014 | Premio del Jurado Ecuménico - Mención especial | Hermosa juventud | Ganador   |

Festival Internacional de Cine de San Sebastián
| Año  | Categoría       | Película          | Resultado |
| ---- | --------------- | ----------------- | --------- |
| 2008 | Premio FIPRESCI | Tiro en la cabeza | Ganador   |